# Cryptantha racemosa
Cryptantha racemosa là loài thực vật có hoa trong họ Mồ hôi. Loài này được (S.Watson) Greene mô tả khoa học đầu tiên năm 1887.